# Dvorac Montsoreau
Dvorac Montsoreau (francuski: Château de Montsoreau) je francuski dvorac na oko 250 km jugozapadno od Pariza u gradu Montsoreauu, regija Pays de la Loire, u dolini Loire. Prijelazna građevina između utvrde i vile jedini je od svih dvoraca Loire koji je sagrađen na samom koritu rijeke Loire.
Mnogo je puta je ovjekovječen. Najprije ga spominje Alexandre Dumas u svom romanu Gospa od Monsorea koji je napisan između 1845. i 1846. Naslikao ga je i slikar William Turner u akvarelu, a François Rabelais ga u Gargantui daje kao nagradu Ityboleu nakon njegove pobjede. Auguste Rodin ga idealizira na crtežu sačuvanom u muzeju Rodin.
Povijesni spomenik od 1862., Dvorac Montsoreau od 2016. godine ugošćuje Muzej Muzej suvremene umjetnosti – Dvorac Montsoreau. Zbirka je jedna od najvećih zbirki konceptualne umjetnosti u svijetu.
Grad Montsoreau i dvorac Montsoreau je 2000. godine upisan na UNESCO-ov popis mjesta svjetske baštine u Europi.

## Povijest
Sagradio ga je sredinom 15. stoljeća Jean Chambésa, prvi savjetnik i diplomat Karla VII. na mjestu starije zgrade. Strateški položaj dvorca štitio je put od Chinona do Saumura. Nakon Francuske revolucije dvorac je bio podijeljen između nekoliko vlasnika. Prostori dvorca služili su kao stanovi i skladišta dok se zgrada nije srušila. Poslije ga je francuski departman Maine-et-Loire kupio i obnovio.

## Vanjske poveznice
- Službena web stranica (engl.) (fr.)